# Municipio de Pleasant View (Nebraska)
El municipio de Pleasant View (en inglés: Pleasant View Township) es un municipio ubicado en el condado de Holt en el estado estadounidense de Nebraska. En el año 2010 tenía una población de 70 habitantes y una densidad poblacional de 0,75 personas por km².

## Geografía
El municipio de Pleasant View se encuentra ubicado en las coordenadas 42°33′32″N 98°49′28″O / 42.55889, -98.82444. Según la Oficina del Censo de los Estados Unidos, el municipio tiene una superficie total de 92.97 km², de la cual 92,8 km² corresponden a tierra firme y (0,18 %) 0,17 km² es agua.

## Demografía
Según el censo de 2010, había 70 personas residiendo en el municipio de Pleasant View. La densidad de población era de 0,75 hab./km². De los 70 habitantes, el municipio de Pleasant View estaba compuesto por el 100 % blancos. Del total de la población el 0 % eran hispanos o latinos de cualquier raza.